# Kýchnutí Freda Otta
Kýchnutí Freda Otta (v anglickém originále Fred Ott’s Sneeze, či také jako Edisonův kinetoskopický záznam kýchnutí, anglicky Edison Kinetoscopic Record of a Sneeze) je americký krátký černobílý, dokumentární film natočený Williamem Kennedy Dicksonem v roce 1894 v Edisonově studiu (Černá Marie). Délka filmu je přibližně pět sekund (16 fps, dohromady 81 snímků). Krátký film zachytil šňupnutí a kýchnutí Edisonova asistenta Freda Otta. Film vznikl zřejmě jako série fotografií k článku do časopisu Harper's Weekly. Jedná se o první autorskoprávně chráněný film ve Spojených státech amerických. V roce 2015 byl zařazen do National Film Registry americké Knihovny Kongresu.